# Burg Eisenberg (Korbach)

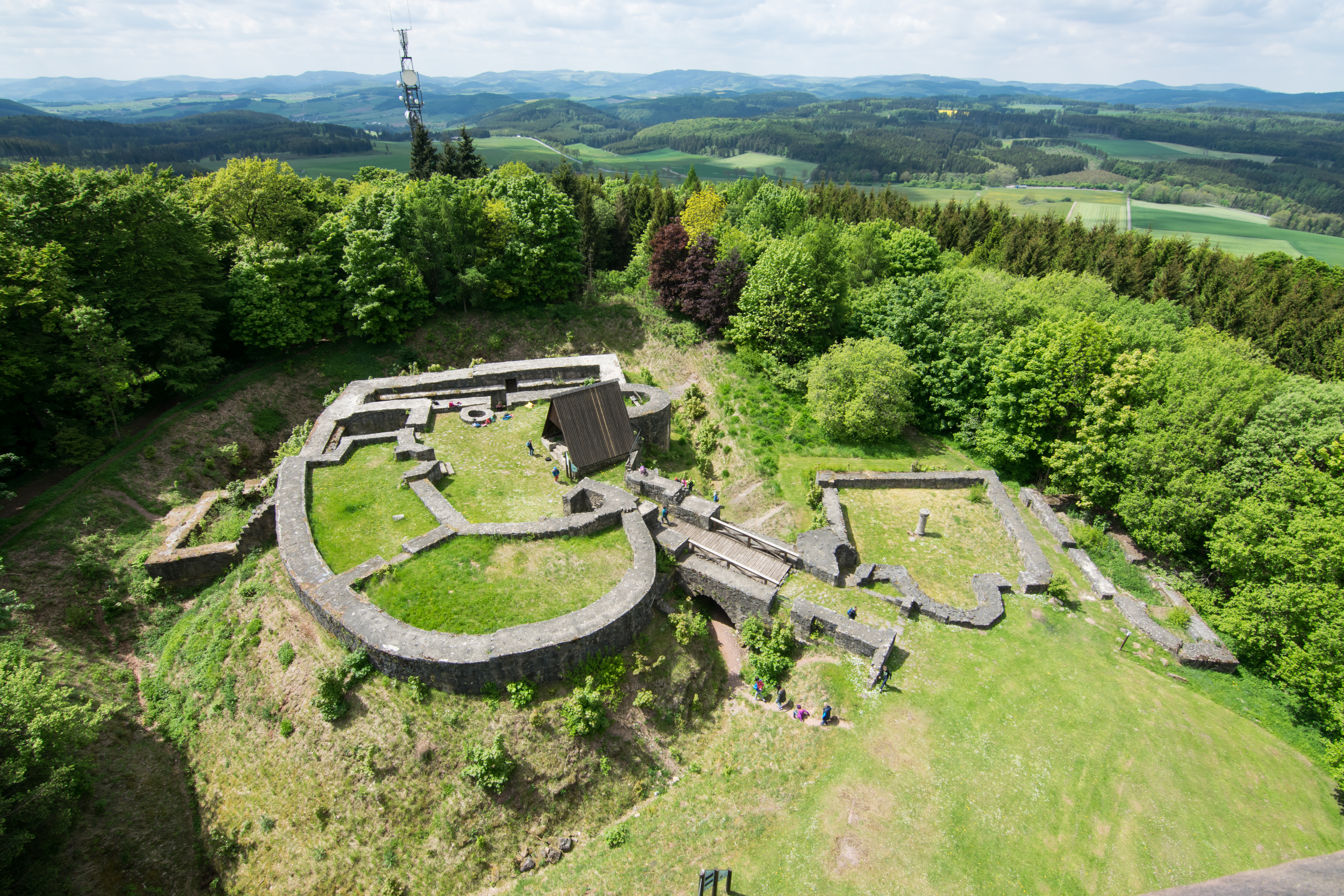
Burgruine Eisenberg

Die Burg Eisenberg ist die Ruine einer Höhenburg bei Goldhausen, einem Stadtteil von Korbach im nordhessischen Landkreis Waldeck-Frankenberg in Hessen.

## Geographische Lage
Die Burgruine befindet sich im Naturpark Diemelsee wenige Hundert Meter nordöstlich von Goldhausen auf der Kuppe des Eisenbergs (560 m ü. NHN), einem Berg des Ostsauerländer Gebirgsrands; vom Parkplatz am Dorfrand führt der „Turmweg“ hinauf. Die Korbacher Kernstadt liegt etwa 4 km (Luftlinie) nordöstlich der Ruine.
Neben der Burgruine steht der Aussichtsturm Georg-Viktor-Turm. Vorbei führt der Lehrpfad „Goldspur Eisenberg“, sowie der Wanderweg Sauerland-Höhenflug.

## Geschichte
Die Erbauer der zum Ende des 12. oder zu Beginn des 13. Jahrhunderts errichteten Burg sind nicht bekannt. Der Altersbestimmung liegen Keramikfunde aus dem Graben der Hauptburg zugrunde, die in diese Zeit datiert wurden. Die Burg wurde entweder von den Grafen von Waldeck gegründet oder ihre Entstehung geht auf die Herren von Itter als Herren im Ittergau zurück. Urkundlich ist die Burganlage erstmals 1367 erwähnt und zwar als im Besitz der Grafen von Waldeck. 1359 lassen sich die Herren von Nordenbeck auf der Burg Eisenberg nachweisen. 1421 trat Graf Heinrich VII. von Waldeck im Zuge der Aussöhnung und Teilung der Grafschaft die Burg an seinen Bruder Adolf III. von Waldeck ab. 1450 hatten die Herren von Viermünden einen Burgsitz auf dem Eisenberg inne. 1487 wurde sie Sitz des waldeckschen Amtes Eisenberg. Von 1487 bis 1692 fungierte die in nachmittelalterlicher Zeit noch einmal erweiterte und im Stil der Renaissance ausgebaute Burg als Residenz der Linie Waldeck-Eisenberg. 1520 wurde die Burg durch Graf Philipp III. und Anna von Cleve zum Schloss ausgebaut. Sie erhielt 1563 als Anbau des „Neuen Schlosses“ einen kleinen dreigeschossigen Renaissanceanbau und 1586 eine Kapelle.
Im Jahr 1621 ließ Landgraf Moritz von Hessen-Kassel, der nicht nur die Lehnsherrschaft, sondern auch die Landeshoheit über Waldeck beanspruchte, Truppen in Waldeck einmarschieren. Dabei wurde das Inventar des Schlosses durch landgräfliche Truppen zerstört, der Bau selbst aber kaum beeinträchtigt.
Graf Heinrich Wolrad (1642–1664) von Waldeck-Eisenberg war der letzte, der noch auf der Burg residierte und die Anlage wieder in Stand setzen ließ. Davon zeugen sein Wappen und das seiner Frau Juliane Elisabeth mit der Jahreszahl 1662.
Um 1700 war das Schloss verwahrlost, 1729 war es eine unbewohnbare Ruine, und ab 1749 wurde es abgerissen und das Mauerwerk als Baumaterial anderweitig verwendet.

## Anlage
Im Zuge einer Ausgrabung wurden die Grundmauerreste von 1974 bis 1982 freigelegt und saniert. Die Hauptburg hatte in etwa Abmessungen von 38,5 m auf 25 m. Die Burganlage bestand aus einem Turm und, nach überlieferten Skizzen sowie Ausgrabungen der Grundmauern, aus Kernburg, Torbrücke, dreistöckigem Renaissancebau, Schlosskapelle und einem unterhalb der Burg liegenden Gutshof. Vorhanden sind noch Grundmauern, Wall und Graben.

## Weitere Burg- und Ringwallanlagen
Nordöstlich der Burgruine Eisenberg liegt auf einem Bergsporn der Burgstall einer Fürstenstuhl, Königsstuhl oder Königsburg oder vermutlich auch Goldenberg genannten weiteren, aber bereits fast vollständig abgegangenen zweiten Burganlage. Sie ist als Bodendenkmal verzeichnet. Von der angenommenen hochmittelalterliche Burggründung ist unklar, ob es sich bei der Anlage um das 1254 genannte castrum Goldenberg handelt. Die Anlage wird auch durch Lesefunde (Keramikreste) in das 13. oder 14. Jahrhundert datiert. Sie ist nur noch leicht im Gelände erkennbar, ein Halsgraben und ein kleiner Burghügel sind noch sichtbar.
Eine weitere dritte, zeitlich noch nicht bestimmte und durch einen Zwischenwall geteilte Ringwallanlage befindet sich ebenfalls auf dem Eisenberg. Die Burg verfügt über einen flachen Wall mit vorgelegtem Graben und befindet sich südöstlich des Aussichtsturms. Scherbenfunde verweisen ins 13. und 15. Jahrhundert. Früher wurde die Anlage als keltisch angenommen.